# Krishnanagar (Nepal)
Krishnanagar (Nepali कृष्णनगर Krishnanagar) ist eine Stadt (Munizipalität) im mittleren Terai im Distrikt Kapilbastu (Nepal) direkt an der indischen Grenze.
Die Stadt entstand 2014 durch Zusammenlegung der Village Development Committees Krishnanagar, Shivanagar und Sirsihawa.
Das Stadtgebiet umfasst 22,64 km².

## Einwohner
Bei der Volkszählung 2011 hatten die VDCs, aus welchen die Stadt Krishnanagar entstand, 20.395 Einwohner (davon 10.657 männlich) in 2922 Haushalten.